# جيمس هيو بوكانان كوتس
جيمس هيو بوكانان كوتس (بالإنجليزية: James Hugh Buchanan Coates)‏ هو مصرفي نيوزيلندي، ولد في 9 أكتوبر 1851 في أوكلاند في نيوزيلندا، وتوفي في 11 أكتوبر 1935.